# Nassarius subcopiosus
Nassarius subcopiosus is een slakkensoort uit de familie van de Nassariidae. De wetenschappelijke naam van de soort is voor het eerst geldig gepubliceerd in 1958 door Ludbrook.